# Trichestra serrata
Trichestra serrata là một loài bướm đêm trong họ Noctuidae.